# Agathosma spinescens
Agathosma spinescens är en vinruteväxtart som beskrevs av Dümmer. Agathosma spinescens ingår i släktet Agathosma och familjen vinruteväxter. Inga underarter finns listade i Catalogue of Life.